# استوک راچفورد
استوک راچفورد (به انگلیسی: Stoke Rochford) یک روستا و محله مدنی در بریتانیا است که در South Kesteven واقع شده‌است. استوک راچفورد ۲۳۰ نفر جمعیت دارد.